# Václav Ždímal

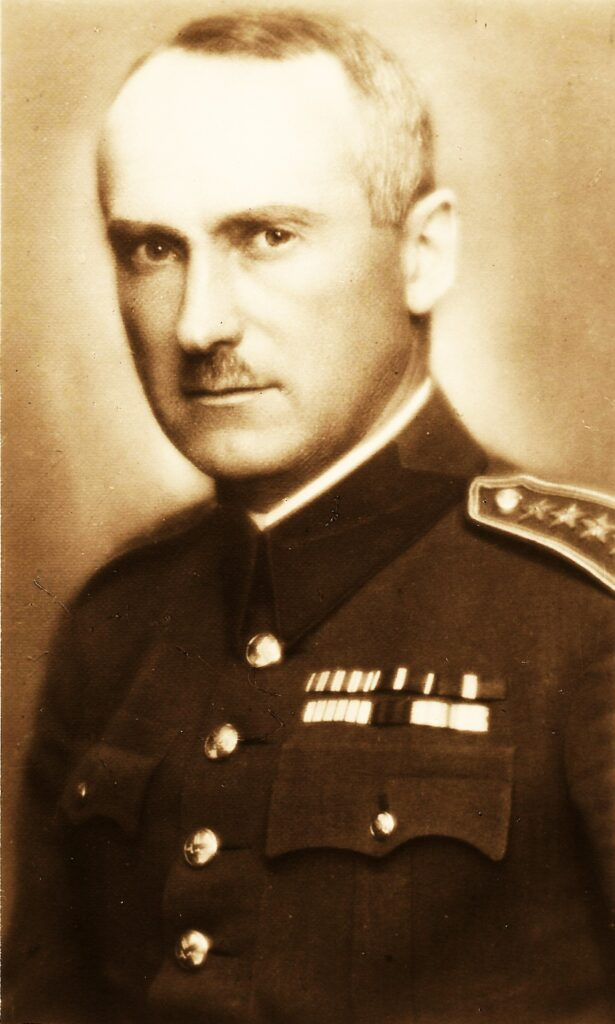
Václav Ždímal (1935)

Václav Ždímal (* 29. Juni 1890 in Heřmanov u Křižanova; † 2. September 1942 in der Justizvollzugsanstalt Plötzensee, Berlin) war ein tschechoslowakischer Offizier, der sich in der tschechoslowakischen Widerstandsgruppe „Verteidigung der Nation“ OD (Obrana národa) engagierte und nach dem Ende des Zweiten Weltkrieges 1946 posthum zum Generalmajor der Tschechoslowakischen Armee ernannt wurde.

## Leben
Václav Ždímal absolvierte nach dem Schulbesuch ein Studium an der Technischen Universität Brünn VUT (Vysoké učení technické v Brně) und nahm als Angehöriger der Tschechoslowakischen Legionen am Ersten Weltkrieg teil. Er kam an der Ostfront zum Einsatz und war Teilnehmer in der Schlacht bei Zborów (1. Juli bis 2. Juli 1917), die mit einem Sieg der Tschechoslowakischen Legionen endete. Für seine Verdienste wurde er mit dem Tschechoslowakischen Kriegskreuz 1914–1918, der Interalliierten Siegesmedaille, dem Russischen Orden des Heiligen Georg sowie dem Croix de guerre ausgezeichnet.

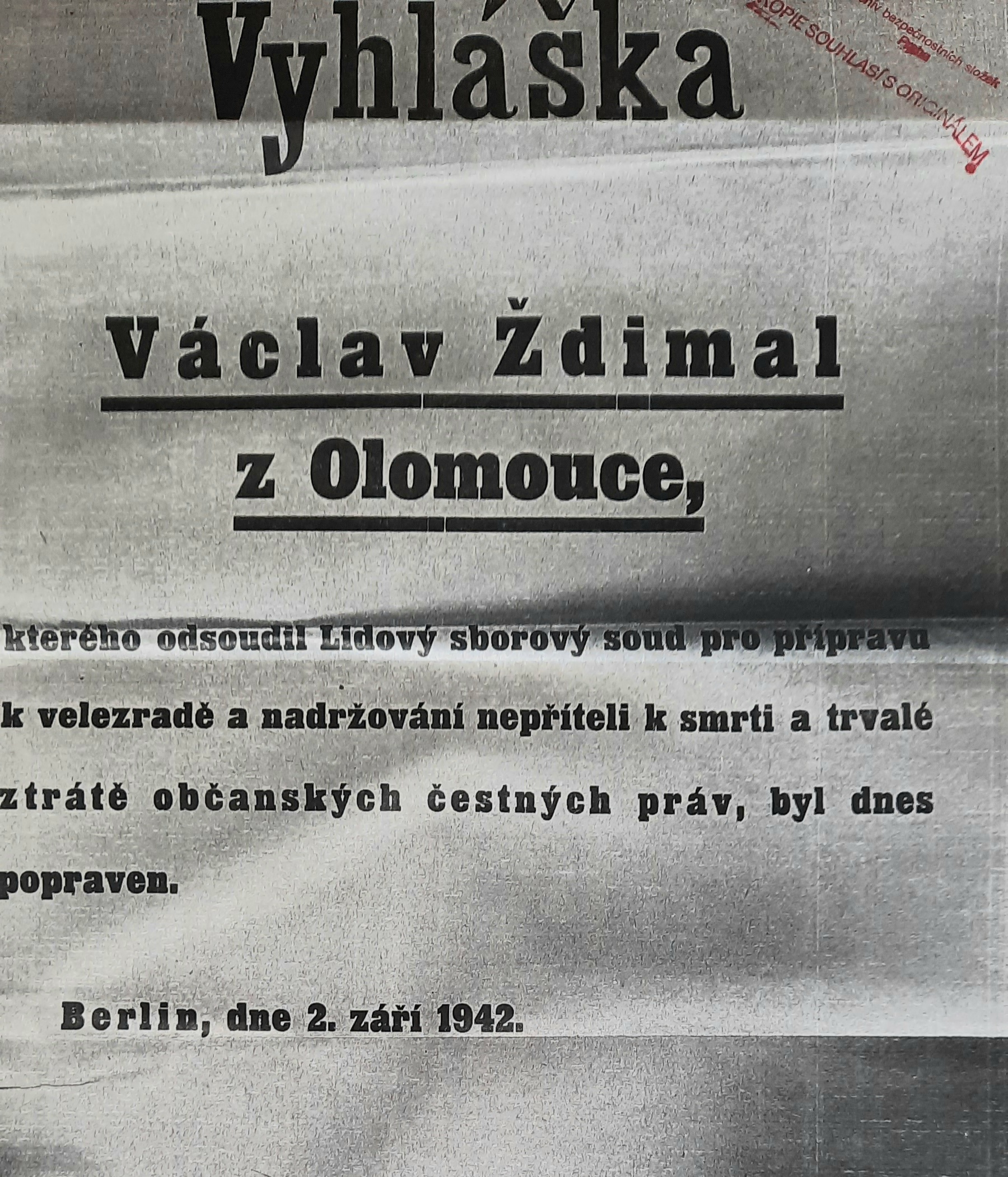
Mitteilung der Hinrichtung von Václav Ždímal (1942).

Nach Kriegsende wurde er in die neu aufgestellte Tschechoslowakische Armee der Ersten Tschechoslowakischen Republik übernommen und fungierte zwischen November 1926 und September 1927 als Kommandeur des 7. Artillerieregiments. Nach einem Lehrgang am Centre d’études tactiques d’artillerie in Metz von September bis November 1927 übernahm er bis Oktober 1928 wieder seinen vorherigen Posten und wurde dort am 14. Dezember 1927 zum Oberstleutnant befördert. Nach Absolvierung des Lehrgangs für Höhere Kommandeure in Prag bis Juni 1929 kehrte er bis Januar 1933 zu seinem vorherigen Posten zurück und wurde am 30. Dezember 1929 zum Oberst befördert. Er besuchte bis Juli 1933 den Lehrgang für Höhere Kommandeure in Prag, war dann bis September 1933 noch einmal Kommandeur des 7. Artillerieregiments sowie anschließend bis September 1934 Kommandeur des 331. Artillerieregiments.
Im Anschluss übernahm Ždímal von September 1934 bis Oktober 1937 den Posten als Kommandeur der 10. Feldartilleriebrigade und erhielt in dieser Funktion am 25. Juli 1936 seine Beförderung zum Brigadegeneral, woraufhin er zwischen Oktober 1937 und September 1938 Kommandeur der Artillerie des VI. Korps war. In der Phase der Eingliederung des Sudetenlandes im Zuge des Münchner Abkommens fungierte er von September bis Oktober 1938 Kommandeur der XIII. Grenzzone. Daraufhin war er während der Zeit der Tschecho-Slowakischen Republik, der inoffiziell sogenannten Zweiten Republik, zwischen Oktober 1938 und April 1939 erneut Kommandeur der Artillerie des VI. Korps. Mit der anschließenden Zerschlagung der Tschechoslowakei verlor er seine Dienstposten und war noch bis zum Beginn des Zweiten Weltkrieges im September 1939 zum Militärgeographischen Institut in Prag abgeordnet.
Im Zweiten Weltkrieg engagierte sich Václav Ždímal in der tschechoslowakischen Widerstandsgruppe „Verteidigung der Nation“ OD (Obrana národa) und wurde später von der deutschen Besatzungsmacht im Protektorat Böhmen und Mähren nach der Operation Anthropoid am 27. Mai 1942, dem Attentat auf Reinhard Heydrich, verhaftet und am 2. September 1942 in der Justizvollzugsanstalt Plötzensee in Berlin mit einer Guillotine hingerichtet. Nach Kriegsende wurde er am 25. Oktober 1946 posthum zum Generalmajor in der Armee der Dritten Tschechoslowakischen Republik ernannt.